# Jupânești
Jupânești is een Roemeense gemeente in het district Gorj.
Jupânești telt 2378 inwoners.